# Szarki (województwo warmińsko-mazurskie)
Szarki – wieś w Polsce położona w województwie warmińsko-mazurskim, w powiecie braniewskim, w gminie Lelkowo.
W latach 1975–1998 miejscowość położona była w województwie elbląskim.